# اچ‌ام‌اس کرین (۱۸۰۶)
اچ‌ام‌اس کرین (۱۸۰۶) (به انگلیسی: HMS Crane (1806)) یک کشتی بود که طول آن ۵۶ فوت ۲ اینچ (۱۷٫۱ متر) بود. این کشتی در سال ۱۸۰۶ ساخته شد.